# Villa Ammende
Villa Ammende is een landhuis in de Estse plaats Pärnu. Het landhuis staat bekend als een van de vroegtste voorbeelden van Art Nouveau in Estland.

## Geschiedenis
Het gebouw werd in 1905 gebouwd door het Russische architectenbureau Mieritz & Gerassimov in opdracht van warenhuis-eigenaar Herman Leopold Ammende. Toen de Ammende-familie in 1915 hun fortijn verloren verkocht hij het aan de stad waarna het gebouw verschillende functies kreeg. Tijdens de jaren van de Sovjet-Unie werd het gebouw staatsbezit. In 1997 werd het huis volledig in zijn oude staat gerestaureert en sinds 1999 functioneert het als hotel en restaurant. 